# Џејн Линч
Џејн Линч (енгл. Jane Lynch; Долтон, 14. јул 1960) је америчка глумица, певачица и комичарка.
Позната је по споредним улогама у филмским комедијама Најлепши пас на изложби, Рики Боби: Легенда брзине, 4 банке, а невин и Узори. Значајне улоге на телевизији остварила је у серијама Љубав је лутрија, Злочиначки умови, Женске приче, Глумци на журци, Два и по мушкарца и Гли. Улога Су Силвестер у серији Гли донела јој је бројна признања укључујући Емија, Златни глобус, Сателит и Награду Удружења глумаца. Линчова је, 4. септембра 2013. године, добила звезду на Холивудској стази славних.